# 칼미키야 공화국
칼미키야, 공식적으로 칼미키야 공화국,, 칼름그 탕흐치는 유럽 러시아의 볼가 지구이다. 이 공화국은 남부 연방관구의 일부이며 남쪽으로는 다게스탄 공화국, 남서쪽으로는 스타브로폴 변경주과 접한다. 북서쪽과 북쪽으로는 볼고그라드주, 북쪽과 동쪽으로는 아스트라한주와 접한다. 서쪽으로는 로스토프주, 동쪽으로는 카스피해와 접하고 있다. 카스피해 저지대를 통과하는 쿠마강은 다게스탄과 칼미키야의 자연스러운 국경을 형성한다. 칼미키아는 유럽 내에서 법교인 불교가 주요 종교이고 그 유일한 주요 형태가 겔루그와 가규 계통의 티베트 불교인 정치다.
칼미키야 공화국은 면적이 76,100 제곱킬로미터 (29,400 제곱마일)이고, 인구는 약 275,000명이다. 칼미키야 공화국은 칼미크인의 본거지이며, 이들은 오이라트 몽골인 출신으로 주로 티베트 불교 신앙을 가지고 있다. 공화국의 수도는 옐리스타시다.

## 지리
공화국은 북캅카스 북쪽에 위치한 러시아 남부에 위치한다. 볼가강의 작은 구간이 칼미키아 동부를 가로질러 흐른다. 다른 주요 강으로는 예고를리크강, 쿠마강, 마니치강이 있다. 마니치구딜로 호수가 가장 큰 호수다. 다른 중요한 호수로는 사르파 호수와 차간하크가 있다. 칼미키아에서 가장 높은 지점은 공유되며 고도는 222 미터 (728 ft)이다. 예르게니 언덕에 위치한다.
칼미키야의 천연자원으로는 석탄, 석유, 천연가스 등이 있다.

## 역사
칼미크인들은 반유목 생활을 하던 몽골 계통의 민족이다. 원래 중국 중서부에 거주하던 민족이었는데 중국인들에게 밀려서 17세기 초부터 볼가강 지역으로 이주하여 살게 되었다. 십 수만에 달하던 이들은 칼미크 한을 세우기도 했으며 1771년에 러시아에 멸망당했고, 이 지역에 러시아인 및 독일인들이 많이 와서 거주하게 되었다. 칼미크 자치주는 1920년 11월 4일에 성립되었고 다른 러시아지역에 살던 칼미크인들도 칼미크 자치주로 이주해 와서 살게 되었다. 이 지역은 1958년 자치공화국으로 승격되었으나, 칼미크인들이 나치 독일과 협력했다는 혐의를 받아 중앙아시아로 강제 이주당하면서 자치 지역은 해산되었다. 흐루쇼프에 의해 귀향을 허락받아 1957년에 자치주가 회복되었다가 1958년에 자치공화국으로 승격되었다. 1980년대 후반부터 스탈린의 강제 이주에 대한 항의와 지역의 지하자원의 통제권에 초점을 맞춘 민족주의 운동이 발흥하였다.

## 주민
주민은 칼미크인이 인구의 57.4%로 다수를 차지한다. 그 밖에 러시아인, 우크라이나인, 벨라루스인, 독일인, 카자흐인, 타타르인, 고려인, 체첸인, 다게스탄인, 다르긴인, 아바르인, 튀르키예인 등이 거주한다.
| 민족         | 2010년의 인구 수 (http://www.gks.ru/free_doc/new_site/perepis2010/croc/perepis_itogi1612.htm 보관됨 2013-03-15 - 웨이백 머신) |
| ------------ | --- |
| 칼미크인     | 162,740 (57.4 %) |
| 러시아인     | 85,712 (30.2 %) |
| 다르긴인     | 7,300 |
| 체첸인       | 5,000 |
| 튀르키예인   | 3,100 |
| 우크라이나인 | 2,500 |
| 아바르인     | 2,300 |
| 독일인       | 1,600 |
| 타타르인     | 1,100 |
| 고려인       | 1,000 |

| 연도                | 인구    | ±%     |
| ------------------- | ------- | ------ |
| 1926                | 161,176 | —      |
| 1959                | 184,857 | +14.7% |
| 1970                | 267,993 | +45.0% |
| 1979                | 293,528 | +9.5%  |
| 1989                | 322,589 | +9.9%  |
| 2002                | 292,410 | −9.4%  |
| 2010                | 289,481 | −1.0%  |
| 2021                | 267,133 | −7.7%  |
| Source: Census data |         |        |

## 행정 구역
13개의 군, 102개의 마을, 3개의 주요 도시가 위치해 있다.
- 고로도비콥스키군
- 이키부룰스키군
- 케체네롭스키군
- 라간스키군
- 말로데르베톱스키군
- 옥탸브리스키군
- 프리유트넨스키군
- 사르핀스키군
- 첼린니군
- 체르노제멜스키군
- 유스틴스키군
- 야샬틴스키군
- 야시쿨스키군

## 언어
칼미크어와 러시아어를 쓴다.

## 종교
유럽에서는 유일하게 불교가 국교이다. 불교 중 티베트 불교가 대세이며, 다른 러시아 자치 공화국 중 부랴트 공화국, 투바 공화국, 알타이 공화국에서도 티베트 불교가 많이 퍼져있다.

## 산업
칼미크 종족은 전통적으로 소, 말, 양, 염소, 낙타들을 방목하여 살아가는 유목민족이다. 목축업에 관계된 우유, 고기, 카스피해에서 잡은 생선에 관계 된 생산품이 주류를 이루었지만 구 소련의 붕괴 이후 많은 경제적 어려움을 당하고 있다. 그리고 1950년대에 지어진 회색 아파트가 몰려있는 도시에서 소련의 생활 방식대로 살아가도록 강요를 받게 되었다.
칼미크 공화국은 대부분 건조하기에 수로를 이용한 농작물 생산이 발달했으며 식품가공업과 석유가스산업이 발전했다.

## 같이 보기
- 칼미키야의 불교
- 칼미키야 공화국의 국가
- 게덴 셰드둡 초이콜링 수도원
- 부르칸 박신 알탄 수메
- 쿠미키아

### 노트

#### 내용주
1. ↑  /kɑːlˈmiːkiə/ 러시아어: Калмыкия Kalmykiya[*], 러시아어 발음: [kɐlˈmɨkʲɪjə]; 오이라트어: Хальмг Khalmg, xal
2. ↑  러시아어: Республика Калмыкия, IPA: [rʲɪsˈpublʲɪkə kɐlˈmɨkʲɪjə]; 오이라트어: Хальмг Таңһч

#### 인용주
1. ↑  Law #44-I-Z
2. ↑  Steppe Code (Constitution) of the Republic of Kalmykia, Article 19
3. ↑  Steppe Code (Constitution) of the Republic of Kalmykia, Article 33
4. ↑  Steppe Code (Constitution) of the Republic of Kalmykia, Article 25
5. ↑  Official website of the Head of the Republic of Kalmykia. Alexey Maratovich Orlov 보관됨 16 2월 2019 - 웨이백 머신 (러시아어)
6. ↑  “Оценка численности постоянного населения по субъектам Российской Федерации”. Federal State Statistics Service. 2022년 9월 1일에 확인함.
7. ↑  "Об исчислении времени". Официальный интернет-портал правовой информации (러시아어). 2020년 6월 22일에 원본 문서에서 보존된 문서. 2019년 1월 19일에 확인함.
8. ↑  Steppe Code (Constitution) of the Republic of Kalmykia, Article 17: Государственными языками в Республике Калмыкия являются калмыцкий и русский языки. [The official languages of the Republic of Kalmykia are the Kalmyk and Russian languages.]
9. ↑  Official throughout the Russian Federation according to Article 68.1 of the Constitution of Russia.
10. ↑  Nikolay Shevchenko (2018년 2월 21일). “Check out Russia's Kalmykia: The only region in Europe where Buddhism rules the roost”. 《Russia Beyond》. 2020년 11월 29일에 확인함.
11. ↑  Russian Federal State Statistics Service (2011). Всероссийская перепись населения 2010 года. Том 1 [2010 All-Russian Population Census, vol. 1] (러시아어). Federal State Statistics Service.
12. ↑  Google Earth

### 일반 자료
- 틀:RussiaBasicLawRef/kl
- Народный Хурал (Парламент) Республики Калмыкия. Закон №44-I-З от 14 июня 1996 г. «О государственных символах Республики Калмыкия», в ред. Закона №152-IV-З от 18 ноября 2009 г. «О внесении изменения в Закон Республики Калмыкия "О государственных символах Республики Калмыкия"». Вступил в силу с момента опубликования. Опубликован: "Ведомости Народного Хурала (Парламента) Республики Калмыкия", №2, стр. 113, 1997 г. (People's Khural (Parliament) of the Republic of Kalmykia. Law #44-I-Z of 14 June 1996 On the Symbols of State of the Republic of Kalmykia, as amended by the Law #152-IV-Z of 18 November 2009 On Amending the Law of the Republic of Kalmykia "On the Symbols of State of the Republic of Kalmykia". Effective as of the moment of publication.).
- Президиум Верховного Совета СССР. Указ от 29 июля 1958 г. «О преобразовании Калмыцкой автономной области в Калмыцкую Автономную Советскую Социалистическую Республику».   (Presidium of the Supreme Soviet of the USSR. Decree of 29 July 1958 On the Transformation of Kalmyk Autonomous Oblast into the Kalmyk Autonomous Soviet Socialist Republic. ).

## 참고 문헌
- Arbakov, Dorzha. Genocide in the USSR, Chapter II, "Complete Destruction of National Groups as Groups, The Kalmyks", Nikolai Dekker and Andrei Lebed, Editors, Series I, No. 40, Institute for the Study of the USSR, Munich, 1958.
- Balinov, Shamba. Genocide in the USSR, Chapter V, "Attempted Destruction of Other Religious Groups, The Kalmyk Buddhists", Nikolai Dekker and Andrei Lebed, Editors, Series I, No. 40, Institute for the Study of the USSR, Munich, 1958.
- Bethell, Nicholas. The Last Secret, Futura Publications Limited, Great Britain, 1974.
- Corfield, Justin. The History of Kalmykia: From Ancient times to Kirsan Ilyumzhinov and Aleksey Orlov, Australia, 2015. The first major history of Kalmykia in English, heavily illustrated, and drawing on interviews with Kirsan Ilyumzhinov, Nicholas Ilyumzhinov and Aleksey Orlov amongst others.
- Epstein, Julius. Operation Keelhaul, Devin-Adair, Connecticut, 1973.
- Grousset, René. The Empire of the Steppes: A History of Central Asia, Rutgers University Press, 1970.
- Halkovic, Stephen A. Jr. The Mongols of the West, Indiana University Uralic and Altaic Series, Volume 148, Larry Moses, Editor, Research Institute for Inner Asian Studies, Indiana University, Bloomington, 1985.
- Hoffmann, Joachim: Deutsche und Kalmyken 1942 bis 1945, Rombach Verlag, Friedberg, 1986.
- Kalder, Daniel. Lost Cosmonaut: Observations of an Anti-tourist
- Muñoz, Antonio J. The East Came West: Muslim, Hindu and Buddhist Volunteers in the German Armed Forces, 1941–1945, Chapter 8, "Followers of 'The Greater Way': Kalmück Volunteers in the German Army", Antonio J. Muñoz, Editor, Axis Europa Books, Bayside, New York, 2001.
- Tolstoy, Nikolai. The Secret Betrayal, 1944–1947, Charles Scribner's Sons, New York, 1977.